# Empresa Línea Siete
 (novembre 2022).
Empresa Línea Siete S.A.T. est une société argentine spécialisée dans le transport en commun, basée à Ensenada, située dans la province de Buenos Aires. Jusqu'en 2015, elle exploitait des lignes de bus à Río Gallegos, Río Grande et Gran La Plata. La société est une filiale de Grupo Autobuses Santa Fe, qui fournit des services de transport de passagers dans différentes villes d'Argentine.

## Histoire

### Débuts et expansion à La Plata (1939–2013)
La société a été fondée en 1939. Depuis cette année, elle exploite la ligne 307 (initialement exploitée sous le nom de ligne 7) dans l'agglomération de La Plata.
En mai 2002, l'entreprise a commencé à opérer dans le nouveau système de transport urbain de La Plata à travers les lignes Sur (exploitée par U.T.E. Transportes La Unión S.A. et autres) et Este (exploitée par U.T.E. Transporte 19 de Noviembre C.I.F.I.T.A.S.A.). Línea Siete était membre des SEI exploitant les deux lignes,,.
En 2010, Línea Siete (conjointement avec Nueve de Julio S.A.T. et Unión Platense S.R.L.) a commencé à exploiter la ligne 518. Par la suite, en 2013, elle est restée l'unique exploitant de la ligne (après que le contrat de concession avec Nueve de Julio ait été résilié en 2012 puis mis en adjudication),,.

### Vente, crise et faillite (2013–2016)
En 2013, malgré un refus, l'entreprise a été vendue à Grupo Autobuses Santa Fe. En 2014, l'entreprise (avec Nueve de Julio et Unión Platense) a commencé à exploiter la Línea Universitaria de La Plata,,. La même année, elle a été le seul soumissionnaire pour assurer le service de transport urbain de passagers dans la ville de Río Gallegos (alors exploité par TAISUR), et s'est ensuite vu attribuer le service,.
En 2015, la municipalité de la ville de Río Grande, en Terre de Feu, a annoncé que Línea Siete remplacerait TAIKRE dans les opérations de transport urbain de passagers de la ville,,,,,. L'entreprise et la municipalité ont signé le contrat de concession le 30 janvier,. La remise des clés a eu lieu le 1er mars,.
Le 1er novembre 2015, en raison de la faillite présumée de Línea Siete, Autobuses Santa Fe a transféré tous les services de l'entreprise à Río Gallegos et Río Grande à sa filiale Monte Cristo de Cordoue. Bien que les médias affirment que toute Línea Siete est devenue Monte Cristo, on ne sait pas si l'entreprise a également transféré les services du Gran La Plata à Monte Cristo,,,,,. Le 11 novembre, il a été rapporté que Línea Siete était en faillite et qu'elle avait demandé à la municipalité de La Plata de transférer trois lignes locales et plusieurs branches de ses lignes provinciales à des entreprises locales,. Le 9 décembre, le responsable de l'Unión Tranviarios Automotor La Plata, Oscar Pedroza, a déclaré que Línea Siete cesserait de fournir ses services le 1er janvier 2016. Le 15 décembre, le conseil municipal de La Plata, lors d'une réunion extraordinaire, a approuvé le transfert des lignes locales (à compter du 1er janvier 2016) à trois compagnies de bus : ligne 518 et 9 branches Est à Expreso La Plata (filiale de Unión Platense), 506 à Fuerte Barragán (filiale de Línea Siete) et les 2 autres branches Est à Micro Express,,,.

## Lignes

### Dernières lignes actives

#### Gran La Plata
| Ligne                           | Société d'exploitation                                             | Itinéraire            |
| ------------------------------- | ------------------------------------------------------------------ | --------------------- |
| 275                             | Línea Siete SAT                                                    | La Plata - Ensenada   |
| 307                             | Línea Siete SAT                                                    | La Plata - Oliden     |
| 506                             | Línea Siete SAT                                                    | La Plata - Los Hornos |
| Línea Universitaria de La Plata | Unión Platense SRL, Empresa Línea Siete SAT. et Nueve de Julio SAT | La Plata - Rondin     |

### Anciennes lignes

#### Río Gallegos
| Ligne | Itinéraire                       | Période d'activité                   | Fournisseur actuel         |
| ----- | -------------------------------- | ------------------------------------ | -------------------------- |
| A     | Zone Ouest - Zone Sud            | 1er janvier 2015 - 1er novembre 2015 | Transporte Monte Cristo SA |
| B     | Zone Nord-Ouest - Zone Sud-Est   | 1er janvier 2015 - 1er novembre 2015 | Transporte Monte Cristo SA |
| C     | Zone nord-ouest - Zone sud-ouest | 1er janvier 2015 - 1er novembre 2015 | Transporte Monte Cristo SA |
| E     | Terminal - Barrio San Benito     | 1er janvier 2015 - 1er novembre 2015 | Transporte Monte Cristo SA |

#### Río Grande
| Ligne | Itinéraire                     | Période d'activité                | Fournisseur actuel         |
| ----- | ------------------------------ | --------------------------------- | -------------------------- |
| A     | Quartier Austral - Chacra XIII | 1er mars 2015 - 1er novembre 2015 | Transporte Monte Cristo SA |
| B     | Chacra IV - Parque Industrial  | 1er mars 2015 - 1er novembre 2015 | Transporte Monte Cristo SA |
| C     | Barrio Austral - Chacra II     | 1er mars 2015 - 1er novembre 2015 | Transporte Monte Cristo SA |

## Galerie

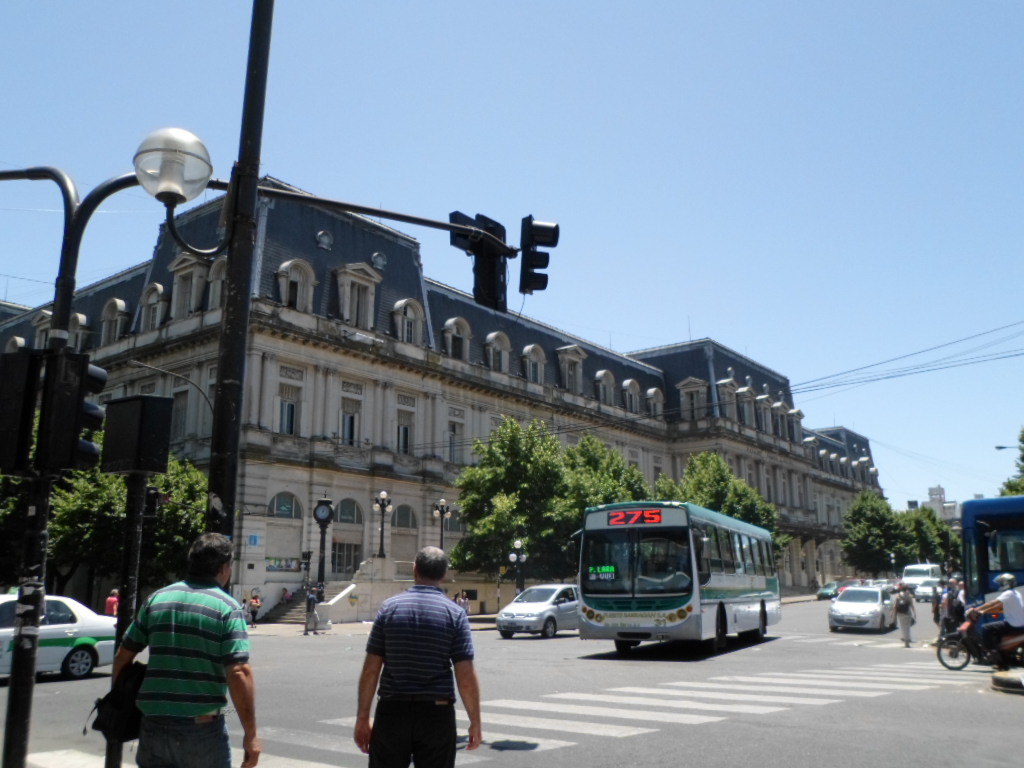
Unité de la ligne 275 (Fuerte Barragán).
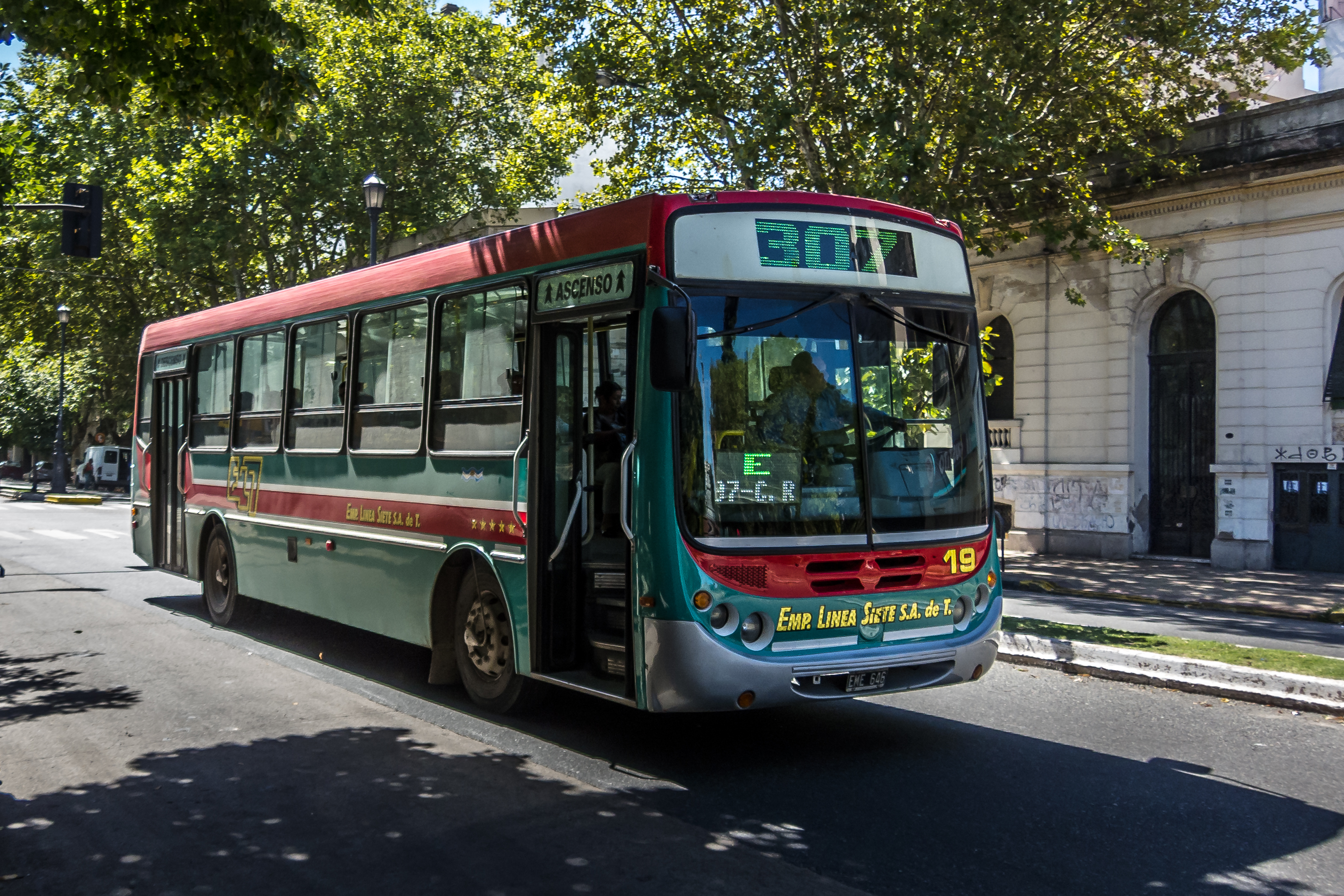
Unité de la ligne 307.
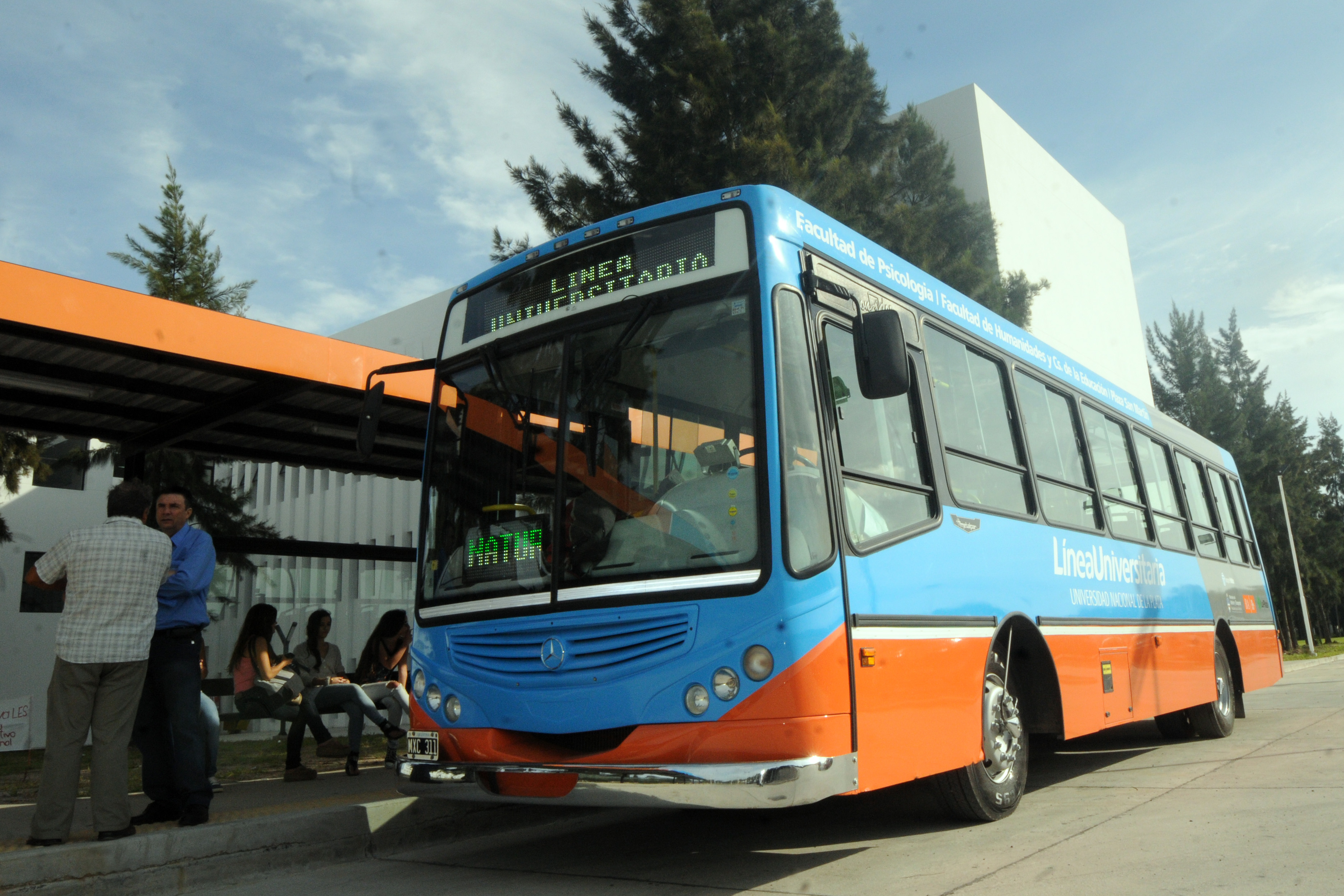
Unité de la Línea Universitaria.